# Centrum Technologii Edukacyjnych
Centrum Technologii Edukacyjnych (CET) (ang. The Center for Educational Technology) – instytut w Izraelu. Centrum naukowe jest położone w Kampusie Uniwersytetu Telawiwskiego w Tel Awiwie.

## Historia
Centrum Technologii Edukacyjnych powstało w 1971 z inicjatywy rządu Izraela i Fundacji Rothschildów. Celem było stworzenie organizacji działającej na rzecz rozwoju systemu edukacji w Izraelu i w środowiskach żydowskich na całym świecie.
Obecnie jest niezależną organizacją non-profit, finansowaną głównie z własnych projektów. Centrum jest znane jako wydawca licznych podręczników szkolnych i dostawca edukacyjnych rozwiązań wykorzystujących zaawansowane technologie informacyjne. Systemy są rozpowszechniane na dużą skalę w izraelskich szkołach.

## Kierunki działalności CET
Centrum inwestuje znaczne środki w wypełnianie swojej misji społecznej, tworzenia zaawansowanego technologicznie systemu edukacji w Izraelu.

### Nauczanie nowej generacji
Rewolucja informatyczna ostatnich lat była przyczyną wielkiego sukcesu Centrum, które dostarczyło do szkół rozwiązania technologiczne dostosowane do wymogów nauczania w XXI wieku. Uczniowie kształceni w nowych szkołach muszą być dostosowani do stania się częścią społeczeństwa informacyjnego. Centrum jest liderem we wprowadzaniu takich nowych rozwiązań.
Poza rozwijaniem zaawansowanych technologii, Centrum dostarcza internetowe witryny edukacyjne dostosowane do potrzeb różnych grup wiekowych użytkowników:
- „Wczesne dzieciństwo” – strona w wersji językowej hebrajskiej, przystosowana dla dzieci w wieku 4–7 lat. Umożliwia w formie zabawy poznawanie podstawowych zagadnień z dziedziny matematyki, hebrajskiego, angielskiego, Biblii i historii[3].
- „Szkoła Podstawowa” – strona w wersji językowej hebrajskiej i arabskiej, umożliwiająca poszerzanie wiedzy ze wszystkich dziedzin nauki na poziomie szkoły podstawowej. Na stronie znajduje się także oprogramowanie edukacyjne dla nauczycieli, umożliwiające przygotowywanie im własnych pomocy dydaktycznych[4].
- „Szkoła Średnia” – strona w wersji językowej hebrajskiej i arabskiej, zawierająca bogaty księgozbiór cyfrowej biblioteki zawierającej szkolne podręczniki, wykłady naukowe, lektury szkolne, krótkie filmy historyczne i wiele innych pomocy dydaktycznych[5].

### Kultura żydowska i Izrael
Centrum stworzyło liczne strony internetowe, których celem jest integracja nowych technologii z tradycyjną kulturą żydowską, w celu stworzenia dynamicznego, współczesnego Judaizmu. Wiele z tych stron zawiera oryginalne teksty religijne wraz z zaawansowanymi narzędziami do ich interpretacji, komentowania oraz wzajemnego komunikowania się użytkowników portali:
- „Psookim.com” – kompletna Biblia na serwisie społecznościowym Facebook. Tekst dostępny w języku hebrajskim i angielskim z licznymi komentarzami rabinicznymi i dodatkami naukowymi[7].
- „Kotar.co.il” – bogata kolekcja zeskanowanych książek żydowskich dostępnych wraz z wyrafinowanymi narzędziami badawczymi on-line w języku hebrajskim[8].
- „Słownik żydowski” – internetowy słownik żydowski zawierający informacje o licznych pojęciach kultury żydowskiej, postaciach historycznych, wydarzeniach i innych tematach dostępnych w wersji językowej hebrajskiej[9].
- „Pshita” – kompletny tekst Talmudu w wersji językowej hebrajskiej[10].
- „Midreshet” – innowacyjny generator, który pozwala na tworzenie i dzielenie się współczesnymi materiałami ze studiów religijnych, dostępny w wersji językowej hebrajskiej[11].
- „Mikranet” – kompletny tekst hebrajskiej Biblii z komentarzami, centrum badawczym, filmami i innymi materiałami pomocnymi dla nauczycieli i uczniów[12].

### Projekty międzynarodowe
Centrum realizuje liczne międzynarodowe projekty w różnych obszarach działalności, takich jak spółki joint venture dla rozwoju interaktywnej nauki i zapewnienia konsultacji pedagogicznych na dużą odległość:
- W Niemczech od 2009 jest realizowany projekt utrzymywania 10 klubów czytania książek dla dzieci z rodzin imigrantów żydowskich. Fundusze pochodzą z niemieckiego ministerstwa oświaty i istnieją plany rozszerzenia działalności.
- W Stanach Zjednoczonych utrzymywana jest platforma internetowa „Psookim.com”, która ma na celu wzmocnienie żydowskiej tożsamości i zapewnienie dostępu do biblijnych tekstów z odpowiednią interpretacją.
- Dzięki staraniom izraelsko-palestyńsko-francuskiego zespołu powstał pilotażowy projekt wielojęzycznej i wielokulturowej witryny internetowej dla nauczycieli, uczniów i ich rodzin. Stworzenie projektu było możliwe dzięki dotacjom Komisji Europejskiej, filantropom Andrea i Charles Bronfman, Fundacji Arthura Goldsmitha, Olivestone Trust, La Cité des Sciences et de I’industrie i Fundacji Treilles.
- W Singapurze we współpracy z singapurskim ministerstwem edukacji realizowane są liczne projekty edukacyjne dla młodzieży szkolnej.
- W Macedonii Centrum wygrało przetarg Banku Światowego na wdrożenie systemu doskonalenia zawodowego dla nauczycieli. Projekt był realizowany w latach 2005–2009.
- W Kolumbii przeprowadzono 3-dniowe seminarium w którym wzięło udział ponad 250 nauczycieli[13].

## Transport
Na wschód od Centrum przebiega autostrada nr 20  (Ayalon Highway), na którą można wjechać jadąc na zachód ulicą Klatskin, potem na północ ulicą Haim Levanon, a następnie na wschód ulicą Keren Kayemat Le’Israel. Natomiast jadąc ulicami Keren Kayemat Le’Israel i Einstein na zachód, lub ulicą Haim Levanon na południowy zachód, można dojechać do drogi ekspresowej nr 2  (Tel Awiw-Netanja-Hajfa).